# Tiziano Ferro/Diskografie
Diese Diskografie ist eine Übersicht über die musikalischen Werke des italienischen Sängers Tiziano Ferro. Den Schallplattenauszeichnungen zufolge hat er bisher mehr als 5,4 Millionen Tonträger verkauft, davon alleine in seiner Heimat über 4,1 Millionen zertifizierte Einheiten.

## Alben
Abweichende spanische und/oder internationale Titel stehen nach dem Schrägstrich.

### Studioalben
| Jahr | Titel                                                                         | Höchstplatzierung, Gesamtwochen, AuszeichnungChartplatzierungen (Jahr, Titel, Platzierungen, Wochen, Auszeichnungen, Anmerkungen) | Höchstplatzierung, Gesamtwochen, AuszeichnungChartplatzierungen (Jahr, Titel, Platzierungen, Wochen, Auszeichnungen, Anmerkungen) | Höchstplatzierung, Gesamtwochen, AuszeichnungChartplatzierungen (Jahr, Titel, Platzierungen, Wochen, Auszeichnungen, Anmerkungen) | Höchstplatzierung, Gesamtwochen, AuszeichnungChartplatzierungen (Jahr, Titel, Platzierungen, Wochen, Auszeichnungen, Anmerkungen) | Höchstplatzierung, Gesamtwochen, AuszeichnungChartplatzierungen (Jahr, Titel, Platzierungen, Wochen, Auszeichnungen, Anmerkungen) | Anmerkungen                                                 | [↑]: gemeinsam behandelt mit vorhergehendem Eintrag; [←]: in beiden Charts platziert |
| Jahr | Titel                                                                         | DE | AT | CH | IT | ES | Anmerkungen                                                 |                                                                                      |
| ---- | ----------------------------------------------------------------------------- | --- | --- | --- | --- | --- | ----------------------------------------------------------- | ------------------------------------------------------------------------------------ |
| 2001 | Rosso relativo / Rojo relativo                                                | DE9 (29 Wo.)DE | AT7 (18 Wo.)AT | CH5 Platin · (77 Wo.)CH | IT5 Gold (2012) · (101 Wo.)IT | ES22 Platin · (29 Wo.)ES | Erstveröffentlichung: 26. Oktober 2001 Verkäufe: + 245.000  |                                                                                      |
| 2003 | 111 (Centoundici / Ciento once)                                               | DE61 (1 Wo.)DE | — | CH7 Gold · (28 Wo.)CH | IT1 Platin (2021) · (118 Wo.)IT                                                                                                   | ES21 Gold · (24 Wo.)ES | Erstveröffentlichung: 7. November 2003 Verkäufe: + 390.000  |                                                                                      |
| 2006 | Nessuno è solo / Nadie está solo                                              | DE44 (12 Wo.)DE | AT6 (21 Wo.)AT | CH1 Platin · (45 Wo.)CH | IT1 Platin (2020) · (141 Wo.)IT                                                                                                   | ES11 (9 Wo.)ES | Erstveröffentlichung: 23. Juni 2006 Verkäufe: + 85.000      |                                                                                      |
| 2008 | Alla mia età / A mi edad                                                      | DE97 (1 Wo.)DE | AT40 (3 Wo.)AT | CH4 Platin · (29 Wo.)CH | IT1 ×6Sechsfachplatin (2012) · (137 Wo.)IT                                                                                        | ES11 (25 Wo.)ES | Erstveröffentlichung: 7. November 2008 Verkäufe: + 390.000  |                                                                                      |
| 2011 | L’amore è una cosa semplice / El amor es una cosa simple                      | — | — | CH5 Gold · (21 Wo.)CH | IT1 ×8Achtfachplatin · (128 Wo.)IT                                                                                                | ES13 (13 Wo.)ES | Erstveröffentlichung: 28. November 2011 Verkäufe: + 495.000 |                                                                                      |
| 2016 | Il mestiere della vita / El oficio de la vida                                 | — | — | CH4 (13 Wo.)CH | IT1 ×6Sechsfachplatin · (74 Wo.)IT                                                                                                | ES34 (2 Wo.)ES | Erstveröffentlichung: 2. Dezember 2016 Verkäufe: + 300.000  |                                                                                      |
| 2019 | Accetto miracoli / Acepto milagros                                            | — | — | CH7 (16 Wo.)CH | IT1 ×3Dreifachplatin · (83 Wo.)IT                                                                                                 | ES44 (2 Wo.)ES | Erstveröffentlichung: 22. November 2019 Verkäufe: + 150.000 |                                                                                      |
| 2019 | Accetto miracoli: l’esperienza degli altri[DE: ↑][AT: ↑][CH: ↑][IT: ↑][ES: ↑] | — | — | CH7 (16 Wo.)CH | IT1 ×3Dreifachplatin · (83 Wo.)IT                                                                                                 | ES44 (2 Wo.)ES | Erstveröffentlichung: 6. November 2020 Coveralbum           |                                                                                      |
| 2022 | Il mondo è nostro                                                             | — | — | CH12 (4 Wo.)CH | IT1 Platin · (25 Wo.)IT | — | Erstveröffentlichung: 11. November 2022 Verkäufe: + 50.000  |                                                                                      |

grau schraffiert: keine Chartdaten aus diesem Jahr verfügbar

### Kompilationen
| Jahr | Titel                           | Höchstplatzierung, Gesamtwochen, AuszeichnungChartplatzierungen (Jahr, Titel, Platzierungen, Wochen, Auszeichnungen, Anmerkungen) | Höchstplatzierung, Gesamtwochen, AuszeichnungChartplatzierungen (Jahr, Titel, Platzierungen, Wochen, Auszeichnungen, Anmerkungen) | Höchstplatzierung, Gesamtwochen, AuszeichnungChartplatzierungen (Jahr, Titel, Platzierungen, Wochen, Auszeichnungen, Anmerkungen) | Höchstplatzierung, Gesamtwochen, AuszeichnungChartplatzierungen (Jahr, Titel, Platzierungen, Wochen, Auszeichnungen, Anmerkungen) | Höchstplatzierung, Gesamtwochen, AuszeichnungChartplatzierungen (Jahr, Titel, Platzierungen, Wochen, Auszeichnungen, Anmerkungen) | Anmerkungen                                                                                   |
| Jahr | Titel                           | DE | AT | CH | IT | ES | Anmerkungen                                                                                   |
| ---- | ------------------------------- | --- | --- | --- | --- | --- | --------------------------------------------------------------------------------------------- |
| 2010 | The Album Collection            | — | — | — | IT17 Gold · (21 Wo.)IT | — | Erstveröffentlichung: 23. November 2010 Verkäufe: + 30.000; Sammlung der ersten vier Alben    |
| 2014 | TZN – The Best of Tiziano Ferro | — | — | CH29 (27 Wo.)CH | IT1 ×8Achtfachplatin · (208 Wo.)IT                                                                                                | ES8 (10 Wo.)ES | Erstveröffentlichung: 25. November 2014 inkl. Lo Stadio Tour 2015 Edition Verkäufe: + 400.000 |

## Singles

### Als Leadmusiker
| Jahr | Titel Album                                                                         | Höchstplatzierung, Gesamtwochen, AuszeichnungChartplatzierungen (Jahr, Titel, Album, Platzierungen, Wochen, Auszeichnungen, Anmerkungen) | Höchstplatzierung, Gesamtwochen, AuszeichnungChartplatzierungen (Jahr, Titel, Album, Platzierungen, Wochen, Auszeichnungen, Anmerkungen) | Höchstplatzierung, Gesamtwochen, AuszeichnungChartplatzierungen (Jahr, Titel, Album, Platzierungen, Wochen, Auszeichnungen, Anmerkungen) | Höchstplatzierung, Gesamtwochen, AuszeichnungChartplatzierungen (Jahr, Titel, Album, Platzierungen, Wochen, Auszeichnungen, Anmerkungen) | Höchstplatzierung, Gesamtwochen, AuszeichnungChartplatzierungen (Jahr, Titel, Album, Platzierungen, Wochen, Auszeichnungen, Anmerkungen) | Anmerkungen |
| Jahr | Titel Album                                                                         | DE | AT | CH | IT | ES | Anmerkungen |
| --- | ----------------------------------------------------------------------------------- | --- | --- | --- | --- | --- | --- |
| 2001 | Xdono (Perdono) / Perdona Rosso relativo                                            | DE2 Gold · (24 Wo.)DE | AT2 (22 Wo.)AT | CH4 Gold · (61 Wo.)CH | IT1 Gold (2023) · (25 Wo.)IT | ES4 (9 Wo.)ES | Erstveröffentlichung: 22. Juni 2001 Verkäufe: + 620.000                                                                           |
| 2001 | L’olimpiade / La olimpiada Rosso relativo                                           | — | — | CH49 (9 Wo.)CH | — | — | Erstveröffentlichung: 26. Oktober 2001                                                                                            |
| 2002 | Imbranato / Alucinado Rosso relativo                                                | DE52 (7 Wo.)DE | AT44 (7 Wo.)AT | CH29 (30 Wo.)CH | IT— GoldIT | — | Erstveröffentlichung: 18. Januar 2002                                                                                             |
| 2002 | Rosso relativo / Rojo relativo Rosso relativo                                       | DE49 (5 Wo.)DE | — | CH36 (17 Wo.)CH | IT11 Gold (2021) · (14 Wo.)IT | — | Erstveröffentlichung: 7. Juni 2002                                                                                                |
| 2003 | Xverso (Perverso) 111                                                               | DE48 (5 Wo.)DE | — | CH17 (11 Wo.)CH | IT5 (18 Wo.)IT | ES5 (17 Wo.)ES | Erstveröffentlichung: 12. September 2003                                                                                          |
| 2003 | Sere nere / Tardes negras 111                                                       | DE77 (3 Wo.)DE | — | CH32 (9 Wo.)CH | IT— ×2Doppelplatin (2019)IT | ES8 (6 Wo.)ES | Erstveröffentlichung: 7. November 2003 Verkäufe: + 100.000                                                                        |
| 2006 | Stop! Dimentica / Stop! Olvídate Nessuno è solo                                     | DE50 (9 Wo.)DE | AT1 Gold · (39 Wo.)AT | CH3 Gold · (45 Wo.)CH | IT1 (26 Wo.)IT | ES10 (3 Wo.)ES | Erstveröffentlichung: 12. Mai 2006 Verkäufe: + 30.000                                                                             |
| 2006 | Ed ero contentissimo / Y estaba contentísimo Nessuno è solo                         | — | — | CH72 (8 Wo.)CH | IT2 Gold (2017) · (23 Wo.)IT | — | Erstveröffentlichung: 25. August 2006 Verkäufe: + 25.000                                                                          |
| 2007 | Ti scatterò una foto / Te tomaré una foto Nessuno è solo                            | — | — | CH98 (1 Wo.)CH | IT4 ×2Doppelplatin (2017) · (21 Wo.)IT                                                                                                   | — | Erstveröffentlichung: 20. Januar 2007 Verkäufe: + 60.000                                                                          |
| 2007 | E Raffaella è mia / Y Rafaella es mía Nessuno è solo                                | — | — | — | IT3 (24 Wo.)IT | ES—ES | Erstveröffentlichung: 18. Mai 2007 Chiavetta-USB-Edition: Platz 17                                                                |
| 2007 | E fuori è buio / Y está oscuro Nessuno è solo                                       | — | — | — | IT30 Gold (2017) · (6 Wo.)IT | — | Erstveröffentlichung: 14. September 2007 Verkäufe: + 25.000                                                                       |
| 2008 | Alla mia età / A mi edad Alla mia età                                               | — | — | CH33 (10 Wo.)CH | IT1 Platin (2023) · (25 Wo.)IT | — | Erstveröffentlichung: 3. Oktober 2008 Verkäufe: + 100.000                                                                         |
| 2009 | Il regalo più grande / El regalo más grande Alla mia età                            | — | — | — | IT2 ×2Doppelplatin (2018) · (40 Wo.)IT                                                                                                   | ES11* Platin · (40 Wo.)ES | Erstveröffentlichung: 9. Januar 2009 Verkäufe: + 140.000; *mit Amaia Montero                                                      |
| 2009 | Indietro Alla mia età                                                               | — | — | — | IT2 Platin · (23 Wo.)IT | — | Erstveröffentlichung: 4. Mai 2009 Verkäufe: + 50.000                                                                              |
| 2009 | Domani 21/04.2009 –                                                                 | — | — | — | IT1 (27 Wo.)IT | — | Erstveröffentlichung: 6. Mai 2009 als Teil der Artisti Uniti per l’Abbruzzo, Charityprojekt anlässlich des Erdbebens von L’Aquila |
| 2009 | Il sole esiste per tutti / El sol existe para todos Alla mia età                    | — | — | — | IT13 (14 Wo.)IT | — | Erstveröffentlichung: 11. September 2009                                                                                          |
| 2009 | Scivoli di nuovo / Deslizas otra vez Alla mia età                                   | — | — | — | IT16 (13 Wo.)IT | — | Erstveröffentlichung: 27. November 2009                                                                                           |
| 2011 | La differenza tra me e te / La diferencia entre tu y yo L’amore è una cosa semplice | — | — | CH51 (4 Wo.)CH | IT2 ×3Dreifachplatin · (30 Wo.)IT | — | Erstveröffentlichung: 14. Oktober 2011 Verkäufe: + 90.000                                                                         |
| 2011 | El amor es una cosa simple                                                          | — | — | — | — | ES16 (17 Wo.)ES | Erstveröffentlichung: 28. November 2011 mit Malú                                                                                  |
| 2012 | L’ultima notte al mondo / La ultima noche del mundo L’amore è una cosa semplice     | — | — | — | IT5 ×2Doppelplatin · (21 Wo.)IT | — | Erstveröffentlichung: 6. Januar 2012 Verkäufe: + 100.000                                                                          |
| 2012 | Hai delle isole negli occhi / Islas en tus ojos L’amore è una cosa semplice         | — | — | — | IT21 Platin · (21 Wo.)IT | — | Erstveröffentlichung: 30. März 2012 Verkäufe: + 50.000                                                                            |
| 2012 | Per dirti ciao! / Te digo adiós! L’amore è una cosa semplice                        | — | — | — | IT20 Platin · (24 Wo.)IT | — | Erstveröffentlichung: 22. Juni 2012 Verkäufe: + 50.000                                                                            |
| 2012 | Troppo buono / Demasiado bueno L’amore è una cosa semplice                          | — | — | — | IT10 Platin · (16 Wo.)IT | — | Erstveröffentlichung: 21. September 2012 Verkäufe: + 30.000                                                                       |
| 2012 | L’amore è una cosa semplice                                                         | — | — | — | IT9 Platin · (18 Wo.)IT | — | Erstveröffentlichung: 30. November 2012 Verkäufe: + 30.000                                                                        |
| 2013 | La fine / El fin L’amore è una cosa semplice                                        | — | — | — | IT34 Platin · (3 Wo.)IT | — | Erstveröffentlichung: 1. Februar 2013 Verkäufe: + 50.000                                                                          |
| 2014 | Senza scappare mai più / No escaparé nunca más TZN – The Best of Tiziano Ferro      | — | — | CH57 (1 Wo.)CH | IT2 Platin · (19 Wo.)IT | — | Erstveröffentlichung: 17. Oktober 2014 Verkäufe: + 30.000                                                                         |
| 2015 | Incanto TZN – The Best of Tiziano Ferro                                             | — | — | — | IT4 ×2Doppelplatin · (33 Wo.)IT | — | Erstveröffentlichung: 16. Januar 2015 Verkäufe: + 100.000                                                                         |
| 2015 | Lo stadio TZN – The Best of Tiziano Ferro                                           | — | — | — | IT23 ×2Doppelplatin · (23 Wo.)IT | — | Erstveröffentlichung: 22. Mai 2015 Verkäufe: + 100.000                                                                            |
| 2015 | Il vento TZN – The Best of Tiziano Ferro                                            | — | — | — | IT100 (1 Wo.)IT | — | Erstveröffentlichung: 9. Oktober 2015                                                                                             |
| 2016 | Potremmo ritornare / Podriamos regresar Il mestiere della vita                      | — | — | CH72 (1 Wo.)CH | IT1 ×3Dreifachplatin · (23 Wo.)IT | — | Erstveröffentlichung: 28. Oktober 2016 Verkäufe: + 150.000                                                                        |
| 2017 | Il conforto Il mestiere della vita                                                  | — | — | — | IT4 ×3Dreifachplatin · (25 Wo.)IT | — | Erstveröffentlichung: 13. Januar 2017 feat. Carmen Consoli Verkäufe: + 150.000                                                    |
| 2017 | Mi sono innamorato di te –                                                          | — | — | — | IT51 (2 Wo.)IT | — | Erstveröffentlichung: 8. Februar 2017 Coverversion; Original von Luigi Tenco                                                      |
| 2017 | Lento/veloce Il mestiere della vita                                                 | — | — | — | IT17 ×2Doppelplatin · (19 Wo.)IT | — | Erstveröffentlichung: 21. April 2017 Verkäufe: + 100.000                                                                          |
| 2017 | Valore assoluto Il mestiere della vita                                              | — | — | — | IT57 Platin · (2 Wo.)IT | — | Erstveröffentlichung: 8. September 2017 Verkäufe: + 50.000                                                                        |
| 2017 | Il mestiere della vita                                                              | — | — | — | IT27 Platin · (3 Wo.)IT | — | Erstveröffentlichung: 17. November 2017 Verkäufe: + 50.000                                                                        |
| 2018 | “Solo” è solo una parola Il mestiere della vita                                     | — | — | — | IT64 (1 Wo.)IT | — | Erstveröffentlichung: 2. Februar 2018                                                                                             |
| 2019 | Buona (cattiva) sorte Accetto miracoli                                              | — | — | — | IT14 Gold · (8 Wo.)IT | — | Erstveröffentlichung: 31. Mai 2019 Verkäufe: + 25.000                                                                             |
| 2019 | Accetto miracoli                                                                    | — | — | — | IT5 Platin · (16 Wo.)IT | — | Erstveröffentlichung: 20. September 2019 Verkäufe: + 50.000                                                                       |
| 2019 | In mezzo a questo inverno Accetto miracoli                                          | — | — | — | IT40 Gold · (12 Wo.)IT | — | Erstveröffentlichung: 29. November 2019 Verkäufe: + 35.000                                                                        |
| 2020 | Balla per me Accetto miracoli                                                       | — | — | — | IT37 Platin · (21 Wo.)IT | — | Erstveröffentlichung: 5. Juni 2020 Verkäufe: + 70.000; mit Jovanotti                                                              |
| 2020 | Rimmel Accetto miracoli: l’esperienza degli altri                                   | — | — | — | IT62 Gold · (11 Wo.)IT | — | Erstveröffentlichung: 2. September 2020 Verkäufe: + 35.000                                                                        |
| 2022 | La vita splendida Il mondo è nostro                                                 | — | — | — | IT46 Gold · (9 Wo.)IT | — | Erstveröffentlichung: 9. September 2022 Verkäufe: + 50.000                                                                        |
| 2023 | Destinazione mare Il mondo è nostro                                                 | — | — | — | IT79 Gold · (12 Wo.)IT | — | Erstveröffentlichung: 5. Mai 2023 Verkäufe: + 50.000                                                                              |
| 2023 | Abbiamo vinto già Il mondo è nostro                                                 | — | — | — | IT79 (1 Wo.)IT | — | Erstveröffentlichung: 30. August 2023 mit J-Ax                                                                                    |
| Folgende Lieder erschienen nicht als Single, wurden aber durch das Album zum Download und Streaming bereitgestellt und konnten somit eine Platzierung erlangen: |                                                                                     | | | | | | |
| |                                                                                     | | | | | | |
| 2016 | Epic Il mestiere della vita                                                         | — | — | — | IT81 (1 Wo.)IT | — | |
| 2016 | Troppo bene (per stare male) Il mestiere della vita                                 | — | — | — | IT98 (1 Wo.)IT | — | |
| 2022 | Addio mio amore Il mondo è nostro                                                   | — | — | — | IT98 (1 Wo.)IT | — | |

Weitere Singles
- 2002: Le cose che non dici / Las cosas que no dices
- 2004: Non me lo so spiegare / No me lo puedo explicar (IT: Platin (2017)  [50.000+])
- 2004: Ti voglio bene / Desde mañana no lo se
- 2005: En el baño al aeropuerto
- 2006: Mi credo (mit Pepe Aguilar)
- 2009: Breathe Gentle (mit Kelly Rowland)
- 2009: Liebe ist einfach / L’amore è una cosa semplice (mit Cassandra Steen)
- 2015: Encanto (mit Pablo López)
- 2019: Amici per errore (IT: Gold [35.000+])
- 2020: Casa a Natale

### Als Gastmusiker
| Jahr | Titel Album                                | Höchstplatzierung, Gesamtwochen, AuszeichnungChartplatzierungen (Jahr, Titel, Album, Platzierungen, Wochen, Auszeichnungen, Anmerkungen) | Höchstplatzierung, Gesamtwochen, AuszeichnungChartplatzierungen (Jahr, Titel, Album, Platzierungen, Wochen, Auszeichnungen, Anmerkungen) | Höchstplatzierung, Gesamtwochen, AuszeichnungChartplatzierungen (Jahr, Titel, Album, Platzierungen, Wochen, Auszeichnungen, Anmerkungen) | Höchstplatzierung, Gesamtwochen, AuszeichnungChartplatzierungen (Jahr, Titel, Album, Platzierungen, Wochen, Auszeichnungen, Anmerkungen) | Höchstplatzierung, Gesamtwochen, AuszeichnungChartplatzierungen (Jahr, Titel, Album, Platzierungen, Wochen, Auszeichnungen, Anmerkungen) | Anmerkungen                                                                                             |
| Jahr | Titel Album                                | DE | AT | CH | IT | ES | Anmerkungen                                                                                             |
| --- | ------------------------------------------ | --- | --- | --- | --- | --- | --- |
| 2004 | Universal Prayer 111 Centoundici           | DE52 (8 Wo.)DE | AT46 (5 Wo.)AT | CH31 (12 Wo.)CH | IT1 (22 Wo.)IT | — | Erstveröffentlichung: 1. August 2004 Jamelia feat. Tiziano Ferro                                        |
| 2008 | Non me lo so spiegare Io canto             | — | — | — | IT44 (1 Wo.)IT | — | Erstveröffentlichung: 23. März 2007 Laura Pausini feat. Tiziano Ferro; Coverversion der Single von 2004 |
| 2010 | Each Tear Stronger with Each Tear          | — | — | — | IT1 Platin · (24 Wo.)IT | — | Erstveröffentlichung: 26. Februar 2010 Mary J. Blige feat. Tiziano Ferro Verkäufe: + 30.000             |
| 2013 | Killer Una seria                           | — | — | — | IT10 Platin · (15 Wo.)IT | — | Erstveröffentlichung: 25. Januar 2013 Baby K feat. Tiziano Ferro Verkäufe: + 30.000                     |
| 2021 | Solo lei ha quel che voglio 2021 Originali | — | — | — | IT51 (1 Wo.)IT | — | Erstveröffentlichung: 27. Mai 2021 Sottotono, Guè Pequeno & Marracash feat. Tiziano Ferro               |
| 2024 | Feeling Mi ami mi odi                      | — | — | — | IT9 (13 Wo.)IT | — | Erstveröffentlichung: 7. November 2024 Elodie feat. Tiziano Ferro                                       |
| Folgende Lieder erschienen nicht als Single, wurden aber durch das Album zum Download und Streaming bereitgestellt und konnten somit eine Platzierung erlangen: |                                            | | | | | | |
| |                                            | | | | | | |
| 2008 | L’amore e basta! Gaetana                   | — | — | — | IT26 (2 Wo.)IT | — | Giusy Ferreri feat. Tiziano Ferro                                                                       |
| 2013 | E scopro cos’è la felicità L’anima vola    | — | — | — | IT60 (1 Wo.)IT | — | Elisa feat. Tiziano Ferro                                                                               |
| 2022 | R()t()nda C@ra++ere s?ec!@le               | — | — | — | IT4 Platin · (13 Wo.)IT | — | Tha Supreme feat. Tiziano Ferro Verkäufe: + 100.000                                                     |

Weitere Gastbeiträge
| Jahr | Titel Album                                                  | Duett mit                                                                    |
| ---- | ------------------------------------------------------------ | ---------------------------------------------------------------------------- |
| 1998 | Sulla mia pelle Anima e corpo                                | ATPC                                                                         |
| 2003 | Latido urbano Tony Aguilar                                   | Tony Aguilar y amigos                                                        |
| 2005 | Sere nere / Tardes negras 111 [Brasilianische Edition]       | Liah                                                                         |
| 2006 | Baciano le donne Nessuno è solo                              | Biagio Antonacci                                                             |
| 2006 | Pensieri al tramonto Le band si sciolgono…                   | Luca Carboni                                                                 |
| 2006 | L’alfabeto degli amanti (live)                               | Michele Zarrillo                                                             |
| 2007 | Cuéstion de feeling Todavía                                  | Mina                                                                         |
| 2007 | Arrivederci Roma Forever Cool                                | Dean Martin (virtuell)                                                       |
| 2008 | Sogni risplendono Horror vacui                               | Linea 77                                                                     |
| 2008 | Il tempo stesso Alla mia età                                 | Franco Battiato                                                              |
| 2008 | L’amore e basta! Gaetana                                     | Giusy Ferreri                                                                |
| 2008 | El regalo más grande A mi edad [Lateinamerikanische Edition] | Anahí und Dulce María                                                        |
| 2009 | Il re di chi ama troppo Il movimento del dare                | Fiorella Mannoia                                                             |
| 2011 | Karma L’amore è una cosa semplice                            | John Legend                                                                  |
| 2012 | A muso duro Italia Loves Emilia. Il concerto                 | Italia Loves Emilia (Charityprojekt anlässlich des Erdbebens in Norditalien) |
| 2012 | Amiga Papitwo                                                | Miguel Bosé                                                                  |
| 2013 | Persone silenziose Fisico & politico                         | Luca Carboni                                                                 |
| 2013 | Sei sola Una seria                                           | Baby K                                                                       |
| 2013 | Il tuo boy è preso male Una seria                            | Baby K                                                                       |
| 2014 | La paura non esiste Fiorella                                 | Fiorella Mannoia                                                             |
| 2014 | Senza un posto nel mondo Status                              | Marracash                                                                    |

## Autorenbeteiligungen
| Jahr | Titel Album                              | Höchstplatzierung, Gesamtwochen, AuszeichnungChartsChartplatzierungen (Jahr, Titel, Album, Platzierungen, Wochen, Auszeichnungen, Anmerkungen, Interpretation) | Anmerkungen | Interpretation             |
| Jahr | Titel Album                              | IT | Anmerkungen | Interpretation             |
| ---- | ---------------------------------------- | --- | --- | -------------------------- |
| 2003 | A chi mi dice Guilty                     | IT1 (38 Wo.)IT | italienische Version des Liedes Breathe Easy, im Original von Lars Halvor Jensen, Martin Michael Larsson und Lee Ryan | Blue                       |
| 2008 | Non ti scordar mai di me Gaetana         | IT1 (36 Wo.)IT | geschrieben mit Roberto Casalino                                                                                      | Giusy Ferreri              |
| 2009 | Stai fermo lì Gaetana                    | IT15 (15 Wo.)IT | geschrieben mit Roberto Casalino                                                                                      | Giusy Ferreri              |
| 2013 | Killer Una seria                         | IT10 Platin · (15 Wo.)IT | geschrieben mit Baby K und Michele Canova Iorfida Verkäufe: 30.000                                                    | Baby K feat. Tiziano Ferro |
| 2013 | Amore puro                               | IT4 Platin · (27 Wo.)IT | Verkäufe: 30.000 | Alessandra Amoroso         |
| 2013 | La vita e la felicità                    | IT1 Gold · (11 Wo.)IT | geschrieben mit Sergio Vallarino Verkäufe: 15.000                                                                     | Michele Bravi              |
| 2014 | Bellezza, incanto e nostalgia Amore puro | IT18 Gold · (13 Wo.)IT | Verkäufe: 30.000 | Alessandra Amoroso         |

Weitere Lieder (Auswahl)
- 2003: Mp2 – Entro il 23
- 2003: Michele Zarrillo – Dove il mondo racconta segreti
- 2003: Myriam Montemayor – Dime tu
- 2005: Syria – E va be’
- 2007: Iva Zanicchi – Amaro amarti

## Statistik

### Chartauswertung
|                     | DE    | AT    | CH    | IT     | ES    |
| ------------------- | ----- | ----- | ----- | ------ | ----- |
| Nummer-eins-Alben   | DE—DE | AT—AT | CH1CH | IT8IT  | ES—ES |
| Top-10-Alben        | DE1DE | AT2AT | CH7CH | IT9IT  | ES1ES |
| Alben in den Charts | DE4DE | AT3AT | CH9CH | IT10IT | ES8ES |

|                       | DE    | AT    | CH     | IT     | ES    |
| --------------------- | ----- | ----- | ------ | ------ | ----- |
| Nummer-eins-Singles   | DE—DE | AT1AT | CH—CH  | IT6IT  | ES—ES |
| Top-10-Singles        | DE1DE | AT2AT | CH2CH  | IT21IT | ES4ES |
| Singles in den Charts | DE7DE | AT4AT | CH14CH | IT45IT | ES6ES |

### Auszeichnungen für Musikverkäufe
| Silberne Schallplatte - Frankreich - 2002: für das Album Rosso relativo Goldene Schallplatte - Argentinien - 2005: für das Album 111 (Centoundici / Ciento once) - Belgien - 2003: für das Album Rosso relativo - Frankreich - 2002: für die Single Perdono | Platin-Schallplatte - Belgien - 2002: für die Single Perdono 5× Goldene Schallplatte - Mexiko - 2005: für das Album 111 (Centoundici / Ciento once) |

Anmerkung: Auszeichnungen in Ländern aus den Charttabellen bzw. Chartboxen sind in ebendiesen zu finden.
| Land/RegionAuszeichnungen für Musikverkäufe (Land/Region, Auszeichnungen, Verkäufe, Quellen) | Silber  | Gold       | Platin       | Verkäufe  | Quellen                     |
| -------------------------------------------------------------------------------------------- | ------- | ---------- | ------------ | --------- | --------------------------- |
| Argentinien (CAPIF)                                                                          | —       | Gold1      | —            | 20.000    | Einzelnachweise             |
| Belgien (BRMA)                                                                               | —       | Gold1      | Platin1      | 75.000    | ultratop.be                 |
| Deutschland (BVMI)                                                                           | —       | Gold1      | —            | 250.000   | musikindustrie.de           |
| Frankreich (SNEP)                                                                            | Silber1 | Gold1      | —            | 300.000   | infodisc.fr snepmusique.com |
| Italien (FIMI)                                                                               | —       | 13× Gold13 | 72× Platin72 | 4.225.000 | fimi.it                     |
| Mexiko (AMPROFON)                                                                            | —       | Gold1      | 2× Platin2   | 250.000   | amprofon.com.mx             |
| Österreich (IFPI)                                                                            | —       | Gold1      | —            | 15.000    | ifpi.at                     |
| Schweiz (IFPI)                                                                               | —       | 4× Gold4   | 3× Platin3   | 170.000   | hitparade.ch                |
| Spanien (Promusicae)                                                                         | —       | Gold1      | 2× Platin2   | 190.000   | elportaldemusica.es ES2     |
| Insgesamt                                                                                    | Silber1 | 24× Gold24 | 80× Platin80 |           |                             |